# San Polo Matese
San Polo Matese ist eine italienische Gemeinde (comune) in der Region Molise und der Provinz Campobasso. Die Gemeinde liegt in den Apenninen etwa 18 Kilometer südwestlich von Campobasso und hat 456 Einwohner (Stand 31. Dezember 2023). San Polo Matese grenzt unmittelbar an die Provinz Caserta (Kampanien).

## Verkehr
Durch die Gemeinde führt die Strada Statale 17 dell'Appennino Abruzzese e Appulo Sannitica von Antrodoco nach Foggia.